# Francis Throckmorton
Francis Throckmorton, född 1554, död i juli 1584, var en engelsk konspiratör som medverkade i Throckmortonsammansvärjningen mot Elisabet I av England. Han var son till sir John Throckmorton och hans fru Margaret. Throckmorton var brorson till sir Nicholas Throckmorton, som var diplomat under drottning Elisabets regeringstid. Throckmorton utbildades i Oxford och gick med i Inner Temple, en av fyra Inns of Court, i London 1576. 1580 gav han sig ut i kontinentaleuropa och mötte där flera missnöjda engelska katoliker som bodde främst i Spanien och Frankrike. Det var i Paris som Throckmorton träffade Charles Paget och Thomas Morgan, som arbetade för Maria Stuart. Efter att han hade återvänt till England 1583 arbetade han som en sorts medlare mellan katolikerna i kontinentaleuropa, Maria Stuart och den spanske ambassadören Bernardino de Mendoza.
Throckmortons arbete väckte Francis Walsinghams, drottning Elisabets underrättelsechef, uppmärksamhet. Hans hus genomsöktes och efter att tillräckligt med bevis funnits mot Throckmorton torterades han på en sträckbänk. Under tortyr avslöjade han sin inblandning i Throckmortonsammansvärjningen och även om han senare tog tillbaka sitt utlåtande dömdes han för högförräderi. Throckmorton avrättades i juli 1584.